# Luisão (político)
Luís Augusto de Oliveira ou O Luisão (Tatuí, 5 de dezembro de 1900 — São Carlos, 14 de julho de 1956) foi um um professor e político brasileiro. Foi vereador, vice-prefeito e prefeito de São Carlos.
Luís Augusto de Oliveira foi durante quase dez anos e, por um mandato, prefeito de São Carlos. Foi um grande lutador pela educação, conseguindo escolas importantes para a cidade, como a Escola Estadual Jesuíno de Arruda, entre outras.
Atualmente há o Estádio Municipal Professor Luís Augusto de Oliveira, a Avenida Professor Luís Augusto de Oliveira, a Rua Professor Luís Augusto de Oliveira em Ibaté e a Escola Estadual Professor Luís Augusto de Oliveira, nomeados em sua homenagem.

## Biografia
Formado na Escola Normal de Itapetininga, passando a residir em São Carlos a partir de 1926, quando foi nomeado "Encarregado do Gabinete de Psicologia Experimental da então Escola Normal de São Carlos (hoje EE Dr. Álvaro Guião). 
Foi depois, professor de Logicidade da Escola Complementar e, a partir de de 21 de fevereiro de 1933, professor de Matemática. cargo que ocupou até 1953. Sendo professor no Colégio Diocesano, Ginásio Diocesano, Escolas de Comércio Julien Fauvel e Dom Pedro II. Manteve eficiente cursos preparatórios para o ginásio, durante muitos anos.
Foi fundador da Associação dos Professores do Ensino Secundário (APEOESP), do qual era presidente de honra.
Na política, tomou parte ativa na Revolução Constitucionalista no setor Bandeirantes, juntamente com outros são-carlenses.
Foi eleito Prefeito de São Carlos em 1948, e afastou-se de suas funções para exercer o mandato de deputado estadual de 1951 a 1954. Sendo que na Assembleia Legislativa foi primeiro secretário da mesa. Novamente candidato ao cargo de Prefeito de São Carlos, foi eleito no dia 3 de outubro de 1955 com uma votação significativa. Afastou-se do cargo para submeter-se a delicada cirurgia, realizada no dia 11 de julho de 1956, no Hospital Oswaldo Cruz em São Paulo.
Por idealização do professor Luís Augusto de Oliveira, a Escola Estadual Jesuíno de Arruda foi criada pela Lei nº 3946 do Deputado Estadual Vicente Botta, criando a segunda Escola de Ensino Médio de São Carlos, o Ginásio Estadual de Vila Prado em 3 de julho de 1957 sob a denominação Ginásio Estadual Jesuíno de Arruda.
Faleceu em 14 de julho de 1956 vítima de ataque cardíaco, quando se recuperava da cirurgia. Foi substituído pelo vice-prefeito eleito Alderico Vieira Perdigão, o qual terminou o mandato em 31 de dezembro de 1959.
Inúmeras homenagens póstumas foram prestadas ao professor e político, entre os quais o título de Prefeito Perpétuo de São Carlos outorgado pela Câmara Municipal de São Carlos.
Foi sepultado em túmulo modesto, onde se lê palavras de estímulo para a posteridade.